# Hera Hilmar
Hera Hilmar, właśc. Hera Hilmarsdóttir (ur. 27 grudnia 1988 w Reykjavíku) – islandzka aktorka, która wystąpiła m.in. w filmie Zabójcze maszyny i serialu Demony da Vinci.

## Filmografia

### Filmy
| Rok  | Tytuł                | Rola                 | Uwagi |
| ---- | -------------------- | -------------------- | ----- |
| 2007 | The Quiet Storm      | Disa                 |       |
| 2008 | Two Birds            | Lara                 |       |
| 2012 | Anna Karenina        | Varya                |       |
| 2013 | Piąta władza         | pracownica WikiLeaks |       |
| 2013 | We Are the Freaks    | Iona                 |       |
| 2014 | Get Santa            | PC Boyle             |       |
| 2014 | Życie na kredycie    | Eik                  |       |
| 2016 | Przysięga            | Anna                 |       |
| 2017 | Zwyczajny czlowiek   | Tanja                |       |
| 2017 | Eskorta porucznika   | Lillie Rowe          |       |
| 2018 | The Ashram           | Sophie               |       |
| 2018 | Zabójcze maszyny     | Hester Shaw          |       |
| 2022 | Svar við bréfi Helgu | Helga                |       |
| 2022 | Á Ferð með Mömmu     | Bergdís              |       |

### Telewizja
| Rok       | Tytuł                    | Rola              | Uwagi          |
| --------- | ------------------------ | ----------------- | -------------- |
| 2010      | Hamarinn                 | Una               | 4 odc.         |
| 2012      | Leaving                  | Paulina           | 3 odc.         |
| 2012      | Świat bez końca          | Margery           | 2 odc.         |
| 2013–2015 | Demony da Vinci          | Vanessa Moschella | 25 odc.        |
| 2016      | Harley and the Davidsons | Emma              | 2 odc.         |
| 2018      | The Romanoffs            | Ondine            | 1 odc.         |
| 2019–2022 | See                      | Maghra            | w gł. obsadzie |